# Фабрика (Техас)
Фабрика (англ. Fabrica) — переписна місцевість (CDP) в США, в окрузі Маверік штату Техас. Населення — 772 особи (2020).

## Географія
Фабрика розташована за координатами 28°44′31″ пн. ш. 100°29′33″ зх. д. / 28.74194° пн. ш. 100.49250° зх. д. (28.742009, -100.492599).  За даними Бюро перепису населення США в 2010 році переписна місцевість мала площу 0,80 км², з яких 0,80 км² — суходіл та 0,00 км² — водойми.

## Демографія
Згідно з переписом 2010 року, у переписній місцевості мешкали 923 особи в 248 домогосподарствах у складі 200 родин. Густота населення становила 1150 осіб/км².  Було 283 помешкання (353/км²).
Расовий склад населення:
| - 93,6 % — білих - 0,2 % — корінних американців - 5,3 % — осіб інших рас |

До двох чи більше рас належало 0,9 %. Частка іспаномовних становила 98,0 % від усіх жителів.
За віковим діапазоном населення розподілялося таким чином: 35,3 % — особи молодші 18 років, 53,0 % — особи у віці 18—64 років, 11,7 % — особи у віці 65 років та старші. Медіана віку мешканця становила 28,2 року. На 100 осіб жіночої статі у переписній місцевості припадало 99,8 чоловіків;  на 100 жінок у віці від 18 років та старших — 92,0 чоловіків також старших 18 років.
Середній дохід на одне домашнє господарство  становив 41 360 доларів США (медіана — 30 893), а середній дохід на одну сім'ю — 55 176 доларів (медіана — 33 902). За межею бідності перебувало 7,8 % осіб, у тому числі 0,0 % дітей у віці до 18 років та 17,1 % осіб у віці 65 років та старших.
Цивільне працевлаштоване населення становило 267 осіб. Основні галузі зайнятості: освіта, охорона здоров'я та соціальна допомога — 52,4 %, роздрібна торгівля — 17,6 %, сільське господарство, лісництво, риболовля — 14,2 %.